# NGC 5427
NGC 5427 (другие обозначения — MCG −1-36-3, UGCA 381, VV 21, ARP 271, IRAS14008-0547, PGC 50084) — спиральная галактика с перемычкой (SBc) в созвездии Дева.
Этот объект входит в число перечисленных в оригинальной редакции «Нового общего каталога».
В галактике вспыхнула сверхновая SN 1976D. Её пиковая видимая звёздная величина составила 14,5.